# Clément Lenglet
Clément Nicolas Laurent Lenglet (Beauvais, 1995. június 17. –) francia válogatott labdarúgó, hátvéd. A La Ligában szereplő Atlético Madrid játékosa.

## Pályafutása

### Klubcsapatokban

#### Nancy
Clément Lenglet Beauvais városában született, Oise megyében. 2010-ben került az AS Nancy utánpótlás akadémiájához, ahol miután végigjárta a korosztályos csapatokat, 2013. szeptember 27-én bemutatkozhatott a felnőttek között is, az akkor másodosztályú csapatban. A 2015–2016-os szezonban 34 alkalommal lépett pályára a bajnokságban, és 2016. január 29-én a Clermont Foot elleni 3–1-es győzelem alkalmával első gólját is megszerezte. Február 12-én az Auxerre ellen lejátszott 2-2-es bajnokin kiállították a Serhou Guirassy elleni durva szabálytalanságáért. Április 25-én Benoît Pedretti szöglete után ő szerezte a Sochaux elleni találkozó egyetlen gólját. A Nancy bajnoki címet szerzett a Ligue 2-ben, valamint visszajutott az élvonalba, három évvel a kiesését követően.
A 2016–2017-es első osztályú bajnokság őszi felében 18 bajnokin lépett pályára.

#### Sevilla
2017. január 4-én Lenglet Spanyolországba igazolt és a Sevilla játékosa lett, ahol 2021 nyaráig szóló szerződést írt alá. Az andalúz csapat ötmillió eurót fizetett a Nancy-nak. Lengletet Timothée Kolodziejczak Borussia Mönchengladbachhoz való igazolása miatt szerződtette a Sevilla.
Nyolc nappal később, a Copa del Reyben a Real Madrid elleni nyolcaddöntő visszavágóján mutatkozott be új csapatában. Az idény hátralevő részében 17 bajnokin kapott lehetőséget.
2017. augusztus 19-én Lenglet a Sevilla első gólját lőtte a szezon első bajnokiján az Espanyol elleni 1-1 alkalmával.  Ebben a szezonban a Bajnokok Ligájában is bemutatkozhatott.

#### Barcelona
2018. július 12-én a Barcelona szerződtette 35 millió euróért cserébe.

#### Tottenham Hotspur
2022. július 8-án kölcsönbe került a Tottenham Hotspur csapatához.
Augusztus 6-án a Premier League - 2023–2024-es nyitófordulójában lépett pályára, a Southampton elleni 4–1-es győztes bajnoki utolsó négy percében. November 1-jén szerezte első találatát, a Bajnokok Ligája csoportkörében a Marseille ellen, az 54. percben Ivan Perišić szabadrúgását fejelte a kapuba.

#### Aston Villa
2023. szeptember 1-jén vált hivatalossá, hogy a következő szezon végéig a barcelona kölcsönadta az  Aston Villa csapatának.

#### Atlético Madrid
2024. augusztus 26-án az Atlético Madrid csapatához csatlakozott egy szezonra szóló kölcsönszerződés keretében.

## Statisztika

### Klubcsapatban
Utoljára frissítve: 2020. február 25.
| Klub                        | Szezon         | Bajnokság      | Bajnokság | Bajnokság | Kupa  | Kupa  | Ligakupa | Ligakupa | Nemzetközi | Nemzetközi | Egyéb | Egyéb | Összes | Összes |
| Klub                        | Szezon         | Liga           | Mérk.     | Gólok     | Mérk. | Gólok | Mérk.    | Gólok    | Mérk.      | Gólok      | Mérk. | Gólok | Mérk.  | Gólok  |
| --------------------------- | -------------- | -------------- | --------- | --------- | ----- | ----- | -------- | -------- | ---------- | ---------- | ----- | ----- | ------ | ------ |
| Nancy                       | 2013–14        | Ligue 2        | 3         | 0         | 0     | 0     | 0        | 0        | —          | —          | —     | —     | 3      | 0      |
| Nancy                       | 2014–15        | Ligue 2        | 22        | 0         | 2     | 0     | 2        | 0        | —          | —          | —     | —     | 26     | 0      |
| Nancy                       | 2015–16        | Ligue 2        | 34        | 2         | 1     | 0     | 1        | 0        | —          | —          | —     | —     | 36     | 2      |
| Nancy                       | 2016–17        | Ligue 1        | 18        | 0         | 0     | 0     | 2        | 0        | —          | —          | —     | —     | 20     | 0      |
| Nancy                       | Összesen       | Összesen       | 77        | 2         | 3     | 0     | 5        | 0        | 0          | 0          | 0     | 0     | 85     | 2      |
| Sevilla                     | 2016–17        | La Liga        | 17        | 0         | 1     | 0     | —        | —        | 1          | 0          | —     | —     | 19     | 0      |
| Sevilla                     | 2017–18        | La Liga        | 35        | 3         | 8     | 0     | —        | —        | 11         | 1          | —     | —     | 54     | 4      |
| Sevilla                     | Összesen       | Összesen       | 52        | 3         | 9     | 0     | 0        | 0        | 12         | 1          | 0     | —     | 73     | 4      |
| Barcelona                   | 2018–19        | La Liga        | 23        | 1         | 9     | 1     | —        | —        | 12         | 0          | 1     | 0     | 45     | 2      |
| Barcelona                   | 2019–20        | La Liga        | 28        | 2         | 3     | 1     | —        | —        | 9          | 1          | 0     | 0     | 40     | 4      |
| Barcelona                   | 2020/21        | La Liga        | 33        | 1         | 5     | 0     | —        | —        | 8          | 0          | 2     | 0     | 48     | 1      |
| Barcelona                   | 2021/22        | La Liga        | 21        | 0         | 0     | 0     | —        | —        | 6          | 0          | 0     | 0     | 27     | 0      |
| Barcelona                   | Összesen       | Összesen       | 105       | 4         | 17    | 2     | 0        | 0        | 35         | 1          | 3     | 0     | 160    | 7      |
| Tottenham Hotspur (kölcsön) | 2022/23        | Premier League | 26        | 0         | 1     | 0     | 1        | 0        | 7          | 1          | —     | —     | 35     | 1      |
| Tottenham Hotspur (kölcsön) | Összesen       | Összesen       | 26        | 0         | 1     | 0     | 1        | 0        | 7          | 1          | 0     | 0     | 35     | 1      |
| Teljes karrier              | Teljes karrier | Teljes karrier | 260       | 9         | 30    | 2     | 6        | 0        | 54         | 3          | 3     | 0     | 353    | 14     |

### A válogatottban
2025. június 5-i állapot szerint.
| Franciaország | Franciaország | Franciaország |
| Év            | Mérk.         | Gólok         |
| ------------- | ------------- | ------------- |
| 2019          | 7             | 1             |
| 2020          | 4             | 0             |
| 2021          | 4             | 0             |
| 2025          | 1             | 0             |
| Összesen      | 16            | 1             |

### Válogatott góljai
| #  | Időpont              | Helyszín                                    | Ellenfél | Állás | Végeredmény | Kiírás               |
| -- | -------------------- | ------------------------------------------- | -------- | ----- | ----------- | -------------------- |
| 1. | 2019. szeptember 10. | Stade de France, Saint-Denis, Franciaország | Andorra  | 2–0   | 3–0         | 2020-as Eb-selejtező |

## Sikerei, díjai

### Klub
Nancy
- Ligue 2: 2015–16

Barcelona
- Spanyol bajnok: 2018–2019
- Spanyol kupa: 2020–21
- Spanyol szuperkupa: 2018